# 音の絵
絵画的練習曲『音の絵』（仏: Études-tableaux）は、セルゲイ・ラフマニノフのピアノ独奏曲集。別々の時期に発表された、作品33と作品39の2巻から成る。「絵画的な小品集」として構想されたが、ラフマニノフは各曲が示唆する情景を公開せず、「私は、自分のイメージをあまりにひけらかすような芸術家を信用しない。誰でも、音楽から連想したものを自由に描き出せばよい」と述べている。
作品39については、部分的に《ピアノ協奏曲 第4番》に転用された楽曲が含まれていることが知られているが、作品33の場合は旧作と共通する楽想が随所に認められる。

## 作品33
1911年の作曲。初版は1914年にライプツィヒにおいてグートハイル社によって行われたが、各曲は分冊されて出版された。広告から、当初は以下の9曲を含む予定であったことが知られている。全体的に超絶的な技巧を必要とするエチュード。しかし実際に出版されたのは、第1曲、第2曲、第6曲、第7曲、第8曲、第9曲の計6曲のみであった。第4番は作品33に収録することを見合わせて、後に作品39の第6曲として発表されたため、事実上の欠番となっている。第3曲と第5曲は発表禁止とされたが、作曲者死後の1947年にロシアで発見され、1948年にモスクワ国営出版局より出版された。作品33の初の全曲出版は、1969年にブージー&ホークス社によって行われ、曲順も元に戻された。
第1曲 ヘ短調 アレグロ・ノン・トロッポ
手の交替とシンコペーションの練習曲。ショパンの《練習曲 作品25-4》に似たところがあり、ラフマニノフは「ショパンのその曲を弾きながら第1番を作曲した」と冗談半分で述べたことがある。開始の旋律は《ピアノ協奏曲 第3番》第1楽章の歌い出しと共通する。曲中を通じて頻繁な拍子の変更が目立っており、2/4、3/4、4/4、5/4、3/2をうつろう。
第2曲 （ハ長調）アレグロ
作曲者本人が好んで演奏した作品の一つ（RCAへの録音集の中に実在する）《前奏曲 嬰ト短調》作品32-12と同じく、トロイカを連想させる装飾音型が一貫して鳴り響く中、旋律が聞こえてくる。調号が書かれていないために、一般にハ長調と呼ばれているが、実際には変イ長調やハ短調などに転調している部分がむしろ主で、ハ長調の主和音は最終小節まで登場しない（冒頭は第三音を欠いたC-Gの空虚五度）。最終小節に限って、作曲者本人のペダリングが記されている。
第3曲 ハ短調 グラーヴェ　遺作
二部形式で、葬送行進曲風の前半と、長調に転じ、アルペジオに乗って右手が主題を奏でる後半からなる。後に《ピアノ協奏曲 第4番》の第2楽章に引用された。
第5曲 ニ短調 モデラート 遺作
4分の3拍子と4分の4拍子が頻繁に交代する。右手は3度を多用する。
第6曲 変ホ短調 ノン・アレグロ
両手の交叉と左手の跳躍の練習曲。初版では第3曲として発表された。ノン・アレグロと指定された2小節の導入部を経て、プレストの主部に入る。右手が9連符による無窮動的な装飾音型を奏でる中、左手が鍵盤の左右を飛び回って旋律と伴奏を担当していく。曲想は、《ピアノ協奏曲 第3番》第2楽章の中間部（急速なワルツに変化する箇所）に似ていなくもない。
第7曲 変ホ長調 アレグロ・コン・フォーコ
初版では第4曲。ラフマニノフ本人がレスピーギに明かしたところによると、「市場の情景」であるといい、そのような愛称で呼ばれることもある。雄叫びを上げる開始の3度のファンファーレと、和音の粗野な交替によって、陽気で力強い雰囲気を醸し出している。中間部は、非常に広い音域で跳躍する和音によって演奏者に大問題を突き付けており、その音型を正しいテンポで演奏することは困難を極める。力強さ、正確さ、持久力、リズムの統制、デュナーミクと響きのバランスが要求される練習曲。
第8曲 ト短調 モデラート
初版では第5曲。感傷を交えた憂鬱な旋律で知られる。右手には、「ブラームスの6」と呼ばれる房状和音の並行を、切らずに滑らかに演奏するための練習曲。左手には広い音域に跨るアルペッジョの練習曲。両手で旋律や伴奏音型の受け渡しをする箇所があり、そこでも滑らかで自然な動作が要求されている。その課題を造作なく実践することがこの作品の難点となっている。後半と終結部に、同じ調性で作曲されたショパンの《バラード第1番》を意識したと思しきカデンツァが含まれている。
第9曲 嬰ハ短調 グラーヴェ
初版では第6曲として発表された。稲妻と遠雷を描写したかのような楽曲で、ラフマニノフには珍しく、息の長い旋律よりもリズミカルな和音の交替が特徴的である。右手の和音連打と左手首の柔軟さ、両手のユニゾンの練習曲。重々しい複付点のリズムに始まる。左手が広い音域を移動しながら、急速な（2オクターブにわたる）アルペッジョやさまざまな音程を掴むことを要求されており、否応なくスクリャービンの書法を連想させずにおかない。

## 作品39
実質的に、ラフマニノフがロシア時代に完成させた最後の曲集である。1920年にベルリンにおいて、クーセヴィツキー夫妻が経営するロシア音楽出版（Edition Russe de Musique）により刊行された。作品39の楽曲も個別に分冊されて出版されており、合本による全曲出版は1969年のブージー&ホークス社版まで出なかった。
ラフマニノフに特有な、高貴なメランコリーとノスタルジーを湛えた叙情的な旋律は、第5曲を除いて現れず、リズム的な練習曲に終始するものや、トッカータ的な曲想を持つもの、ムソルグスキーやプロコフィエフのグロテスクな表現に近づいたものが中心となっている。ラフマニノフの作風が変化し、メロディーよりもリズムやコード転換に重点が置かれるようになったことを示している。ベックリンの絵画が作曲に影響を与えたという説もある。有名な第6曲は、とりわけ中間部がバルトークの《アレグロ・バルバロ》に近づいているのも興味深い。全体的に超絶的な技巧を必要とするエチュード。
第1曲 ハ短調 アレグロ・アジタート
さまざまなテクスチュアの練習曲で、左手のオクターブ、右手の急速なアルペッジョと重音のトレモロ、両手の房状和音、クロスリズム、クロスフレーズ、シンコペーションなどの要素が現れる。
第2曲 イ短調 レント・アッサイ
「海とかもめ」として有名。演奏技巧としては単純ながらも、多様なテクスチュアが含まれており、タッチが難しい。この憂鬱な作品で、演奏者は楽曲の地味な雰囲気を強調しないように自重が要求される。単調な演奏にならないように神経を尖らすことが求められる。クロスリズムの練習曲であり、3拍子の左手のアルペッジョと、1小節を2分割する右手の旋律という楽想が現れる。悲劇的で詩的な雰囲気のうちに終結を迎える。
第3曲 嬰ヘ短調 アレグロ・モルト
さまざまな音程の練習曲。すばやい跳躍や一音一音を繊細に演奏することが求められる。9拍子のこまやかな音にエネルギッシュな3拍子を刻み、豊かな和音とアクセントは非常に魅惑的なハーモニーを薫らす。弾きこなしていく過程で次々とメロディーラインの美しさと響きの妖しさに気付かされる一曲。
第4曲 ロ短調 アレグロ・アッサイ
手と指を広げる練習曲。拍子記号が示されておらず、3拍子、2拍子、4拍子を自在に変化する。さまざまなかたちで1音を連打するという発想が盛り込まれている。
第5曲 変ホ短調 アパッショナート
ソナチネ形式もしくは展開部のないソナタ形式として構成されており、スクリャービンの《練習曲 嬰ハ短調》作品42-5に似た構成を採る。右手は弱い指で情熱的な旋律を奏でつつ、同時に残りの指で和音を押さえることが要求されており、左手は密集位置の和音や2オクターブにわたるアルペッジョが求められている。旋律が切れないようにする技術と、左手の音量に旋律が掻き消されないようにする注意力が求められる難曲である。
第6曲 イ短調 アレグロ―ピウ・モッソ―プレスト
「赤頭巾ちゃんと狼」と評されている。逃げ惑う幼児に押し寄せてくる恐怖をユーモア交じりに描き出している。中間部で速度を上げて、スタッカートで演奏される急速な和音や、面倒な16分音符の音型が含まれている。左手の本当に大きな跳躍や、両手にばら撒かれた明らかに半音階進行のオクターブも目立っている。
第7曲 ハ短調 レント（ルグブレ）
作品33-3に似た、荘重な葬送行進曲という曲想を採る。和音のユニゾンとさまざまな音程の練習曲。
第8曲 ニ短調 アレグロ・モデラート
重音と叙情的な表現の練習曲。開始の曲想は第3曲に似ている。音が濁らないように、厳密なペダリングと、しなやかで独立した指、敏捷さが求められる。リズム練習曲に始まるが、中間部で息の長い、明示されたレガートの旋律線が現れ、後半部のスタッカートの部分と好対照を生している。
第9曲 ニ長調 アレグロ・モデラート（テンポ・ディ・マルチア）
行進曲。曲集中唯一「長調」と銘打たれている。曲集を締めくくるにふさわしい演奏効果の高い壮大な曲。

## 管弦楽版（レスピーギ編曲）
クーセヴィツキーは『展覧会の絵』のラヴェル編曲版の成功にならい、続いて『音の絵』の管弦楽編曲を着想した。1929年にラフマニノフにこれを持ちかけたところ、ラフマニノフも乗り気になり、作品39から第2、7、6、9曲と作品33から第7曲の5曲を選び、編曲を手がけることになったレスピーギに各曲のイメージ（上述）を伝えた。レスピーギは原曲の構成だけでなく調も変更せず、8種類の打楽器の加わる三管編成のオーケストラのための管弦楽編曲を行った。
この編曲版「5つの《音の絵》」は1931年11月、クーセヴィツキーによりボストンで初演されたが、『展覧会の絵』ほどの人気を得ることはなく、ラフマニノフも出来ばえに不満を漏らしたと伝えられている。しかし、近年では再評価もされている。
1. 海とかもめ（作品39-2）
2. 祭り（作品33-7）
3. 葬送行進曲（作品39-7）
4. 赤頭巾ちゃんと狼（作品39-6）
5. 行進曲（作品39-9）

## 参考資料
1. 1 2 3 4  Glover, Angela. Chapter 4. An Annotated Catalogue of the Major Piano Works of Sergei Rachmaninoff. Thesis for Florida State University.
2. ↑  Rachmaninoff: Life, Works, Recordings By Max Harrison pg. 178
3. ↑   Rachmaninoff: Life, Works, Recordings By Max Harrison pg. 180
4. ↑  Etudes-Tableaux, for piano, Op. 39 - Allmusic